# Inga und Wolf
Inga und Wolf war ein deutsches Gesangsduo auf dem Gebiet des Schlagers und des Chansons. Es war vor allem in den frühen 1970er Jahren bekannt.

## Werdegang
Inga, bürgerlich Ingrid Preuß, geborene Franke (* 19. August 1949 in Wittenberg; † 13. April 2023 in Berlin), war ausgebildete Laborantin. Ihr Gesangspartner Wolf war ihr Ehemann Wolfgang Preuß (* 5. Oktober 1949 in Berlin), der im bürgerlichen Leben Großhandelskaufmann gewesen war.
Ende der 1960er Jahre traten beide in kleinen West-Berliner Songclubs und Folk-Kneipen wie Steve-Club, Go-in, Litfaß, Danny’s Pan als Gesangsduo auf. Das Fernsehen stellte das Künstlerpaar in Umschau, Talentschuppen und Die Drehscheibe vor. 1972 schrieb Reinhard Mey unter dem Pseudonym „Alfons Yondraschek“ für sie den Titel Gute Nacht, Freunde. Damit nahm das Duo an „Ein Lied für Edinburgh“, der deutschen Vorentscheidung zum Eurovision Song Contest 1972, teil und erreichte den 4. Platz. Dadurch wurden Inga und Wolf bundesweit bekannt. Es war zugleich ihr größter Erfolg. Das Lied kam bis auf Rang 22 in den bundesdeutschen Charts und brachte ihnen eine Goldene Schallplatte ein.
Im folgenden Jahr nahmen sie erneut an der deutschen Vorentscheidung teil. 1973 erreichte ihr Lied Schreib ein Lied den dritten Platz. Musik und Text schrieb Wolfgang Schulz, der „Schobert“ des Duos Schobert & Black. Ihr zweiter Wettbewerbsbeitrag Manchmal belegte Platz sechs.
Wolfgang Preuß war unter dem Pseudonym Jon Athan als Texter auch für andere Künstler tätig, u. a. für Tony Marshall, Andrea Jürgens, Mary Roos und Peter Petrel.
Nach weiteren Erfolgen ließ das Paar sich scheiden, die gemeinsame Karriere endete. Inga heiratete später Wolfgang Schulz.

## Diskografie

### Alben
- Songs und Chansons (1971)
- Lieder aus dem Alltag (1972)
- Du siehst die Zeit nicht vergeh’n (1974)
- Setz dich zu mir (1976)
- … denn ich bin ein Untertan – Lieder der Vorrevolution (Inga mit Schobert & Black) (1979)
- Kennst du das Gefühl (Soloalbum von Inga) (1982)
- Gute Nacht, Freunde (Kompilation) (1991)

### Singles
- Gute Nacht, Freunde / Das Stundenglas (1972; Verkäufe: + 500.000)
- Auf Ein Bier / Mukelo (1972)
- Großstadtnacht / Ich würde alles verlassen (1972)
- Schreib ein Lied / Manchmal (1973)
- An der Küste eines Meeres / Elternativen (1974)
- Sonntag 11 Uhr / Guten Morgen (1975)
- Sportsfreund / Einfach so mal Liebe spielen (1977)
- Das wird nie wieder gescheh'n / Ich hab nur Zeit verlor’n (Solo-Single von Wolf) (1982)